# Братовщинский сельский округ
Братовщинский сельский округ — упразднённая административно-территориальная единица, существовавшая на территории Пушкинского района Московской области в 1994—2006 годах.
Братовщинский сельсовет был образован в первые годы советской власти. По данным 1924 года он входил в состав Пушкинской волости Московского уезда Московской губернии.
В 1926 году Братовщинский с/с включал село Братовщина, посёлок Братовщина и деревню Костино.
В 1929 году Братовщинский сельсовет вошёл в состав Пушкинского района Московского округа Московской области. При этом к нему был присоединён Кощейковский с/с бывшей Софринской волости.
20 августа 1930 года Братовщинский с/с был передан в особую административно-территориальную единицу Зелёный Город.
9 декабря 1934 года Зелёный Город был упразднён и Братовщинский с/с вернулся в Пушкинский район.
12 декабря 1953 года в Братовщинском с/с был образован посёлок Лесной. 1 апреля 1954 года он получил статус рабочего посёлка и был выведен из состава Братовщинского с/с.
6 декабря 1957 года Пушкинский район был упразднён и Братовщинский с/с был передан в Мытищинский район.
28 июля 1960 года Братовщинский с/с был передан в новый Калининградский район.
24 апреля 1962 года Калининградский район был преобразован в Пушкинский район.
1 февраля 1963 года Пушкинский район был упразднён и Братовщинский с/с вошёл в Мытищинский сельский район. 11 января 1965 года Братовщинский с/с был возвращён в восстановленный Пушкинский район.
3 февраля 1994 года Братовщинский с/с был преобразован в Братовщинский сельский округ.
В ходе муниципальной реформы 2004—2005 годов Братовщинский сельский округ прекратил своё существование как муниципальная единица. При этом деревня Кощейково была передана в городское поселение Лесной, а село Братовщина, деревня Костино и посёлок Зелёный Городок — в городское поселение Правдинский.
29 ноября 2006 года Братовщинский сельский округ исключён из учётных данных административно-территориальных и территориальных единиц Московской области.